# 제8함대 (미국)
미국 제8함대(United States Eighth Fleet)는 제2차 세계 대전 중, 지중해에서 활약하던 미국 해군의 함대이다.

## 역사
부대는 처음에 서북아프리카 부대로 편성되었다. 헨리 켄트 휴이트 제독이 1942년 4월이 지휘권을 잡았을 때, 부대는 대서양 함대, 상륙부대로 재편성되었다.
부대는 횃불 작전에 참가하였다. 북아프리카 전역이 마감된 후, 부대는 1943년 3월 15일에 제8함대가 되었고, 계속해서 제7군의 시칠리 대한 상륙을 위한 허스키 작전과 제5군의 이탈리아 살레르노 상륙을 위한 아발란체 작전을 지원하였다. 1944년 8월에는 남프랑스을 목표로 한 용기병 작전에서 제7군과 자유 프랑스군의 제1군을 해군 항공대와 함포사격으로 지원하였다.
1945년에 들어 헨리 켄트 휴이트 제독은 진주만으로 발령나서 이임하였고, 함대는 9월 15일에 제12함대 TF-125로 재편성되었다.
함대는 같은 해 12월에 재소집되고 이듬해 1946년 3월 1일에 마크 앤드루 밋처 제독의 지휘 아래에 다시 움직이기 시작했다. 에식스급 항공모함인 USS 미드웨이 (CV-41)과 USS 프랭클린 D. 루즈벨트 (CV-42)와 그 외 군함 전력을 갖추고, 대서양 함대 직속 USS 미주리 (BB-63), USS 위스콘신 (BB-64)의 지원을 받았다.
1947년 1월에 함대는 미국 대서양 함대 예하 제2임무함대로 재편성되었다.

## 계보
- 19??년, Northwest African Force→서북아프리카 부대
- 1941년, Amphibious Forces, Atlantic Fleet→대서양 함대, 상륙부대
- 1943년 3월 15일, United States Eighth Fleet→미국 제8함대
- 1947년 1월, Second Task Fleet→제2임무함대
- 1950년 2월, United States Second Task Fleet→미국 제2함대